# 吉川村 (京都府)
吉川村（よしかわむら）は、京都府南桑田郡にあった村。現在の亀岡市吉川町各町にあたる。

## 地理
- 河川：犬飼川

## 歴史
- 1889年（明治22年）4月1日 - 町村制の施行により、吉田村・穴川村の区域をもって発足。
- 1955年（昭和30年）1月1日 - 亀岡町・東別院村・西別院村・曽我部村・薭田野村・本梅村・畑野村・宮前村・大井村・千代川村・馬路村・旭村・千歳村・河原林村・保津村と合併して亀岡市が発足。同日吉川村廃止。